# Garovaglia eberhardtii
Garovaglia eberhardtii là một loài Rêu trong họ Pterobryaceae. Loài này được (Broth. & Paris) During miêu tả khoa học đầu tiên năm 1977.